# David Strathairn
David Russell Strathairn (født 26. januar 1949 i San Francisco, Californien, USA) er en amerikansk filmskuespiller.
Strathairn debuterede i John Sayles' Return of the Secaucus 7 (1980), og har ofte spillet i denne instruktørs film, bl.a. i Matewan (1987), City of Hope (1991) og Limbo (Grænselandet, 1999). Han havde fine karakterroller i bl.a. The Firm (Firmaets mand, 1993) og L.A. Confidential (1997), og et kritikerrost portræt af journalisten Edward R. Murrow i George Clooneys Good Night, and Good Luck (2005).

## Filmografi

### Film
| År   | Titel                                 | Rolle                         | Noter                        |
| ---- | ------------------------------------- | ----------------------------- | ---------------------------- |
| 1980 | Return of the Secaucus 7              | Ron Desjardins                |                              |
| 1983 | Lovesick                              | Marvin Zuckerman              |                              |
| 1983 | Silkwood                              | Wesley                        |                              |
| 1984 | Iceman                                | Dr. Singe                     |                              |
| 1984 | The Brother from Another Planet       | Man in Black                  |                              |
| 1985 | When Nature Calls                     | Weejun                        |                              |
| 1986 | At Close Range                        | Tony Pine                     |                              |
| 1987 | Matewan                               | Police Chief Sid Hatfield     |                              |
| 1988 | Stars and Bars                        | Charlie                       |                              |
| 1988 | Call Me                               | Sam                           |                              |
| 1988 | Eight Men Out                         | Eddie Cicotte                 |                              |
| 1988 | Dominick and Eugene                   | Martin Chernak                |                              |
| 1989 | The Feud                              | The Stranger                  |                              |
| 1990 | Memphis Belle                         | Colonel Craig Harriman        |                              |
| 1990 | Judgment                              | Father Frank Aubert           |                              |
| 1991 | City of Hope                          | Asteroid                      |                              |
| 1992 | Big Girls Don't Cry... They Get Even  | Keith Powers                  |                              |
| 1992 | A League of Their Own                 | Ira Lowenstein                |                              |
| 1992 | Bob Roberts                           | Mack Laflin                   |                              |
| 1992 | Sneakers                              | Erwin 'Whistler' Emory        |                              |
| 1992 | Passion Fish                          | Rennie                        |                              |
| 1993 | Lost in Yonkers                       | Johnny                        |                              |
| 1993 | The Firm                              | Ray McDeere                   |                              |
| 1993 | A Dangerous Woman                     | Getso                         |                              |
| 1994 | The River Wild                        | Tom Hartman                   |                              |
| 1995 | Losing Isaiah                         | Charles Lewin                 |                              |
| 1995 | Dolores Claiborne                     | Joe St. George                |                              |
| 1995 | Home for the Holidays                 | Russell Terziak               |                              |
| 1996 | Mother Night                          | Lieutenant Bernard B. O'Hare  |                              |
| 1997 | Song of Hiawatha                      | Marcel                        |                              |
| 1997 | L.A. Confidential                     | Pierce Morehouse Patchett     |                              |
| 1997 | Bad Manners                           | Wes Westlund                  |                              |
| 1998 | The Climb                             | Earl Himes                    |                              |
| 1998 | With Friends Like These...            | Armand Minetti                |                              |
| 1998 | Simon Birch                           | Reverend Russell              |                              |
| 1998 | Meschugge                             | Charles Kaminski              |                              |
| 1998 | Evidence of Blood                     | Jackson Kinley                |                              |
| 1999 | A Midsummer Night's Dream             | Theseus                       |                              |
| 1999 | Limbo                                 | "Jumpin Joe" Gastineau        |                              |
| 1999 | A Map of the World                    | Howard Goodwin                |                              |
| 2000 | A Good Baby                           | Truman Lester                 |                              |
| 2000 | Harrison's Flowers                    | Harrison Lloyd                |                              |
| 2001 | Relative Evil                         | Dr. Charlie                   | a.k.a. Ball in the House     |
| 2002 | Speakeasy                             | Bruce Hickman                 |                              |
| 2002 | Blue Car                              | Auster                        |                              |
| 2004 | Twisted                               | Melvin Frank                  |                              |
| 2005 | The Notorious Bettie Page             | Estes Kefauver                |                              |
| 2005 | Missing in America                    | Henry                         |                              |
| 2005 | Good Night, and Good Luck             | Edward R. Murrow              |                              |
| 2006 | The Shovel                            | Paul Mullin                   | Short film                   |
| 2006 | Heavens Fall                          | Judge James Horton            |                              |
| 2006 | We Are Marshall                       | Donald Dedmon                 |                              |
| 2007 | The Sensation of Sight                | Finn                          | Also producer                |
| 2007 | Steel Toes                            | Danny Dunckelman              |                              |
| 2007 | Fracture                              | District Attorney Joe Lobruto |                              |
| 2007 | Racing Daylight                       | Henry Becker/Harry Stokes     |                              |
| 2007 | The Bourne Ultimatum                  | Noah Vosen                    |                              |
| 2007 | My Blueberry Nights                   | Arnie Copeland                |                              |
| 2007 | Matters of Life and Death             | Mr. Jennings                  |                              |
| 2007 | Trumbo                                | Readings                      |                              |
| 2008 | The Spiderwick Chronicles             | Arthur Spiderwick             |                              |
| 2009 | The Uninvited                         | Steven Ivers                  |                              |
| 2009 | Cold Souls                            | Dr. Flintstein                |                              |
| 2009 | The People Speak                      | Himself                       | Documentary                  |
| 2009 | Odysseus in America                   | Narration                     |                              |
| 2010 | Howl                                  | Ralph McIntosh                |                              |
| 2010 | The Tempest                           | Alonzo, King of Naples        |                              |
| 2010 | The Whistleblower                     | Peter Ward                    |                              |
| 2012 | The Bourne Legacy                     | Noah Vosen                    |                              |
| 2012 | No God, No Master                     | William J. Flynn              |                              |
| 2012 | Lincoln                               | William Seward                |                              |
| 2014 | Godzilla                              | Admiral William Stenz         |                              |
| 2015 | The Second Best Exotic Marigold Hotel | Ty Burley                     |                              |
| 2015 | Louder Than Bombs                     | Richard                       |                              |
| 2015 | The Debt                              | Nathan                        |                              |
| 2016 | American Pastoral                     | Nathan Zuckerman              |                              |
| 2017 | Darkest Hour                          | Franklin D. Roosevelt (voice) |                              |
| 2017 | November Criminals                    | Theo Schacht                  |                              |
| 2018 | An Interview with God                 | God                           |                              |
| 2018 | Fast Color                            | Ellis                         |                              |
| 2018 | UFO                                   | Franklin Ahls                 |                              |
| 2019 | Godzilla: King of the Monsters        | Admiral William Stenz         |                              |
| 2019 | The Devil Has a Name                  | Fred Stern                    |                              |
| 2020 | Walkaway Joe                          | Joe Haley                     |                              |
| 2020 | Nomadland                             | David                         |                              |
| 2021 | Nightmare Alley                       | Pete Krumbein                 |                              |
| 2022 | Where the Crawdads Sing               | Tom Milton                    |                              |
| 2023 | A Little Prayer                       | Bill                          |                              |
| TBA  | O Horizon                             | Warren                        | Post-production              |
| TBA  | The Gettysburg Address                | Ralph Waldo Emerson (stemme)  | Documentary; post-production |

### Tv
| År      | Titel                                  | Rolle                                | Noter                                         |
| ------- | -------------------------------------- | ------------------------------------ | --------------------------------------------- |
| 1984    | Search for Tomorrow                    | Dr. Robert Hand                      | 4 episodes                                    |
| 1985    | Miami Vice                             | Marty Lang                           | Episode: "Out Where the Buses Don't Run"      |
| 1987    | Broken Vows                            | Stuart Chase                         | Television movie                              |
| 1987    | Spenser: For Hire                      | Doggie Thorpe                        | Episode: "One for my Daughter"                |
| 1988    | The Equalizer                          | Phillip Borchek                      | Episode: "Sea of Fire"                        |
| 1988–91 | The Days and Nights of Molly Dodd      | Moss Goodman                         | 20 episodes                                   |
| 1989    | Wiseguy                                | Matthew Stemkowsky                   | 4 episodes                                    |
| 1989    | Day One                                | J. Robert Oppenheimer                | Television movie                              |
| 1990    | Heat Wave                              | Bill Thomas                          | Television movie                              |
| 1990    | Judgment                               | Father Frank Aubert                  | Television movie                              |
| 1991    | Son of the Morning Star                | Capt. Frederick W. Benteen           | Television movie                              |
| 1991    | Without Warning: The James Brady Story | Doctor Art Kobrine                   | Television movie                              |
| 1992    | O Pioneers!                            | Carl Linstrum                        | Television movie                              |
| 1994    | April One                              | John McCowan                         | Television movie                              |
| 1996    | Beyond the Call                        | Russell Cates                        | Television movie                              |
| 1997    | In the Gloaming                        | Martin                               | Television movie                              |
| 1998    | Evidence of Blood                      | Jackson Kinley                       | Television movie                              |
| 2000    | Freedom Song                           | Peter Crowley                        | Television film                               |
| 2000    | The Miracle Worker                     | Captain Keller                       | Television film                               |
| 2001    | Big Apple                              | FBI Agent Will Preecher              | 8 episodes                                    |
| 2002    | Lathe of Heaven                        | Mannie                               | Television movie                              |
| 2002    | Master Spy: The Robert Hanssen Story   | Jack Hoschouer                       | Television movie                              |
| 2004    | The Sopranos                           | Robert Wegler                        | 3 episodes                                    |
| 2004    | Paradise                               | Reverend Bobby Paradise              | Television movie                              |
| 2008    | The Trials of Oppenheimer              | J. Robert Oppenheimer                | BBC drama-documentary                         |
| 2008    | Monk                                   | Patrick Kloster                      | Episode: "Mr. Monk and the Genius"            |
| 2010    | Temple Grandin                         | Dr. Carlock                          | HBO Television movie                          |
| 2010    | House                                  | Nash                                 | Episode: "Lockdown"                           |
| 2011–12 | Alphas                                 | Dr. Lee Rosen                        | 24 episodes                                   |
| 2012    | Hemingway & Gellhorn                   | John Dos Passos                      | HBO Television movie                          |
| 2015–16 | The Blacklist                          | Peter Kotsiopulos (aka The Director) | 12 episodes                                   |
| 2015–17 | Z: The Beginning of Everything         | Judge Anthony Sayre                  | 5 episodes                                    |
| 2015    | Axe Cop                                | Extincter                            | Voice Episode: "Night Mission: The Extincter" |
| 2017–19 | Billions                               | "Black Jack" Foley                   | 8 episodes                                    |
| 2018    | McMafia                                | Semiyon Kleiman                      | Miniseries; 7 episodes                        |
| 2018–19 | The Expanse                            | Klaes Ashford                        | 13 episodes                                   |
| 2018    | My Dinner with Hervé                   | Marty Rothstein                      | Television movie                              |
| 2020    | Interrogation                          | Henry Fisher                         | 10 episodes                                   |

### Teater
| År   | Titel                       | Rolle             | Manuskriptforfatter   | Scene                                |
| ---- | --------------------------- | ----------------- | --------------------- | ------------------------------------ |
| 1981 | Einstein and the Polar Bear | Bobby Bullins     | Tom Griffin           | Cort Theatre, Broadway debut         |
| 1997 | The Three Sisters           | Vershinin         | Anton Chekov          | Roundabout Theatre Company, Broadway |
| 2001 | Dance of Death              | Kurt              | August Strindberg     | Broadhurst Theatre, Broadway         |
| 2003 | Salome                      | Jokanaan          | Oscar Wilde           | Ethel Barrymore Theatre, Broadway    |
| 2012 | The Heiress                 | Dr. Austin Sloper | Augustus & Ruth Goetz | Walter Kerr Theater, Broadway        |

### Musikvideoer
| År   | Titel     | Kunstner        | Noter |
| ---- | --------- | --------------- | ----- |
| 2018 | "Oh Baby" | LCD Soundsystem |       |